# Province de Lopburi
Pour les articles homonymes, voir Lopburi (homonymie).
Lopburi (en thaï : ลพบุรี) est une province (changwat) du centre de la Thaïlande. Son chef lieu est la ville de Lopburi.
Elle est frontalière des provinces de Phetchabun, Chaiyaphum, Nakhon Ratchasima, Saraburi, Ayutthaya, Ang Thong, Sing Buri et Nakhon Sawan.

## Géographie
La province est située sur la rive gauche de la Chao Phraya (donc à l'est), entre la Pa Sak et son affluent la Lopburi. 30 % de sa surface est formée de plaines alluviales de très basse altitude. Le reste est un mélange de plaines et de collines, limité à l'est par les monts Phetchabun.

## Histoire

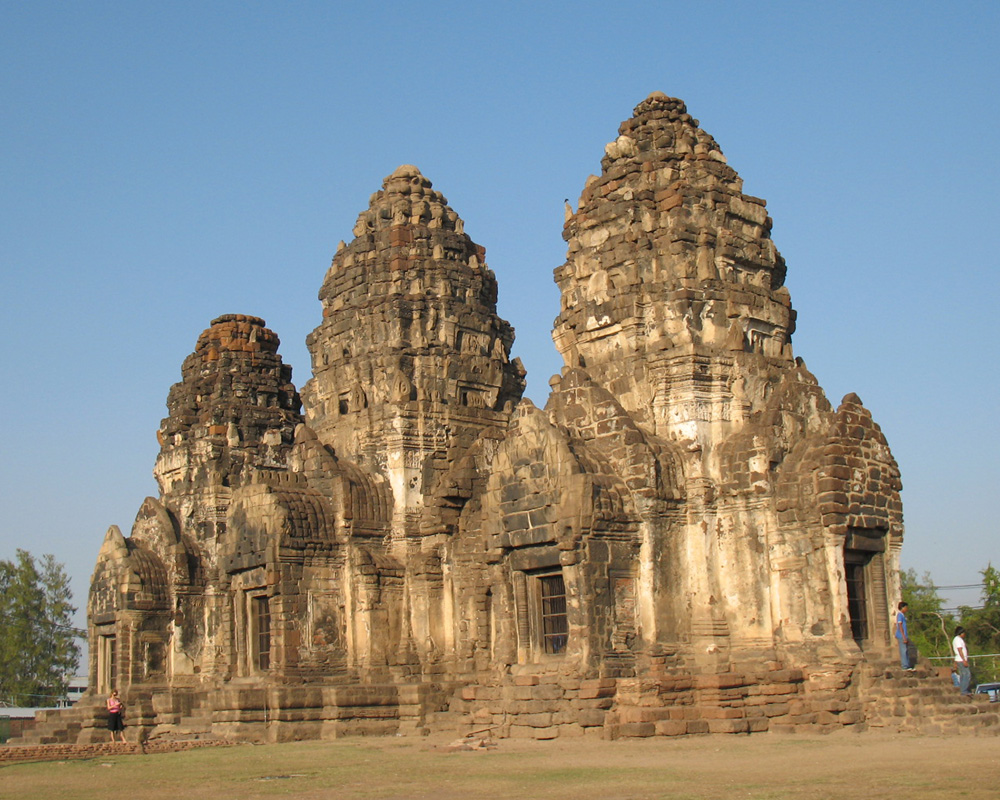
Le Vat Prang Sam Yot, monument khmer des XIIIe siècle-XIVe siècle.

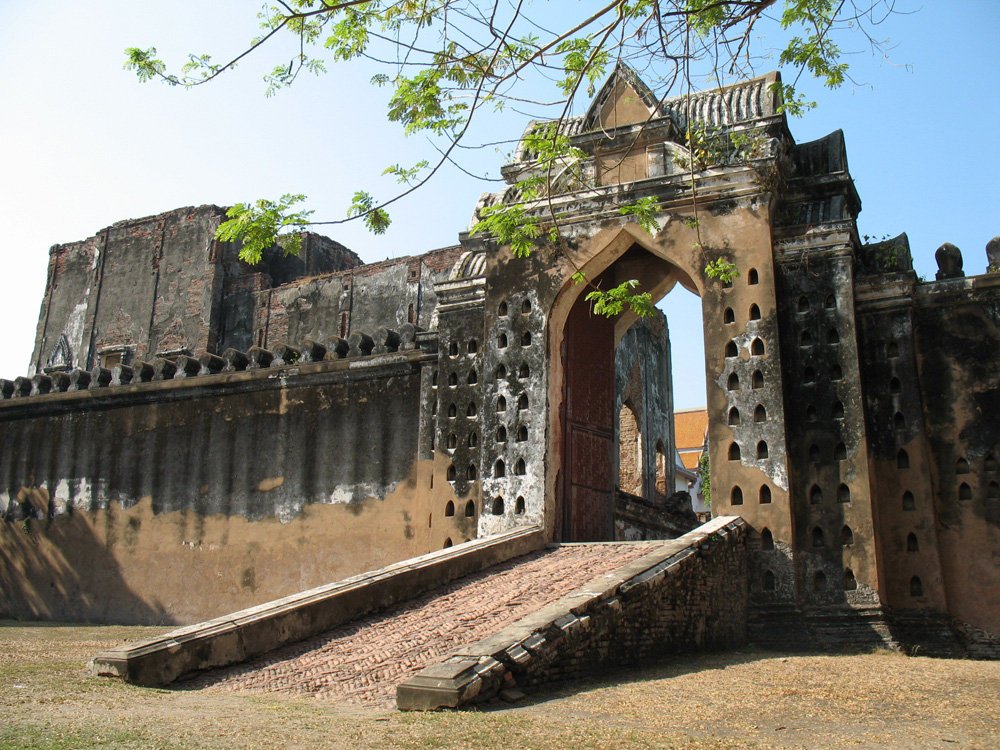
Restes du Palais du roi Narai à Lopburi

La région est probablement occupée depuis la Préhistoire. Au cours de la période de Dvaravati (VIe au XIe siècle), elle portait le nom de Lavo. Les Khmers s'en emparèrent et y construisirent de nombreux temples. Lopburi a pu regagner son indépendance à certains moments, car elle a envoyé des ambassades en Chine en 1115 et 1155 (royaume de Lavo). Elle envoya encore une ambassade en 1289, mais fut bientôt intégrée au royaume thaï de Sukhothaï, et plus tard à celui d'Ayutthaya.
Durant la période d'Ayutthaya, le roi Ramathibodi Ier envoya son fils Phra Ramesuan (1339-1395) comme Uparaja (vice-roi) de Lopburi. En 1665, Narai le Grand y fit construire un palais sur la rive orientale de la Lopburi et fit de Lopburi sa seconde capitale : à cette époque, Ayutthaya était en effet menacée par la Compagnie néerlandaise des Indes orientales. Après le règne de Narai, la ville se vida et perdit beaucoup de son importance.
Elle fut enrichie à nouveau lorsque le roi Mongkut (Rama IV) rénova le palais en 1856. En 1938, le maréchal Plaek Phibunsongkhram en fit la plus grande base militaire de Thaïlande.

## Symboles
Le sceau provincial montre Vishnu devant le temple du Prang Sam Yot.
L'arbre et la fleur de la province sont Mimusops elengi, un petit arbre de la famille des Sapotaceae.

## Subdivisions

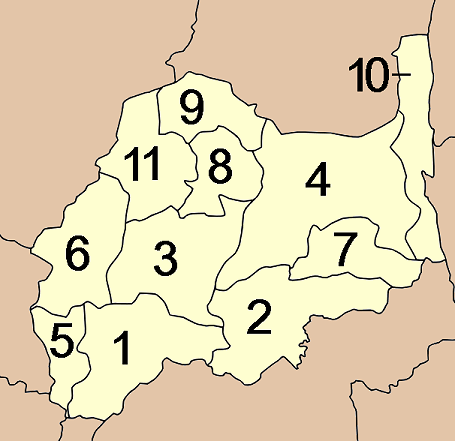
Carte des districts

La province compte 11 districts (Amphoe), eux-mêmes divisés en 124 sous-districts (tambon) et 1110 villages (muban).
| 1. Mueang Lop Buri 2. Phatthana Nikhom 3. Khok Samrong 4. Chai Badan 5. Tha Wung 6. Ban Mi | 1. Tha Luang 2. Sa Bot 3. Khok Charoen 4. Lam Sonthi 5. Nong Muang |

## Monuments principaux
Prang Khaek (เทวสถานปรางค์แขก)

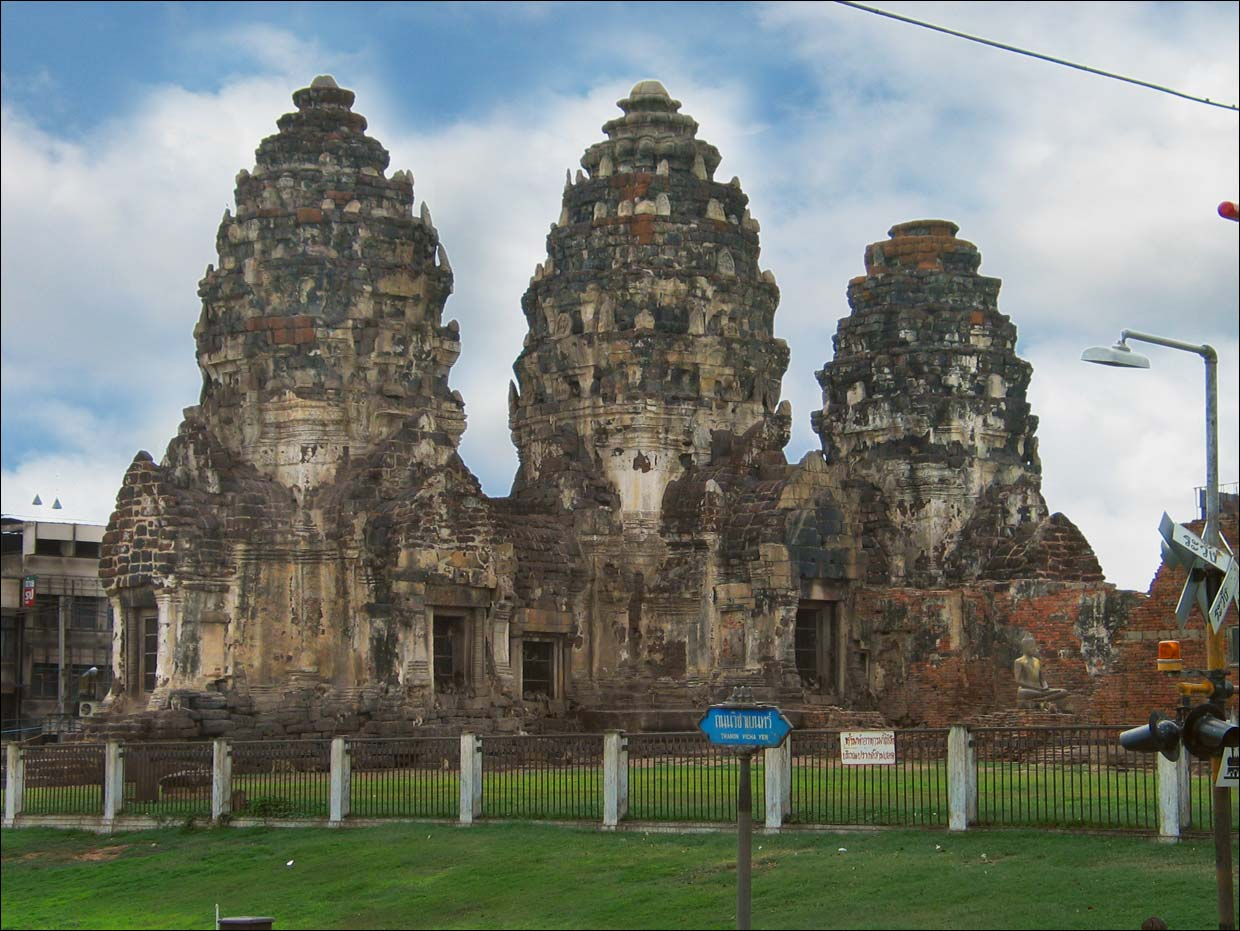
Le Prang Sam Yot

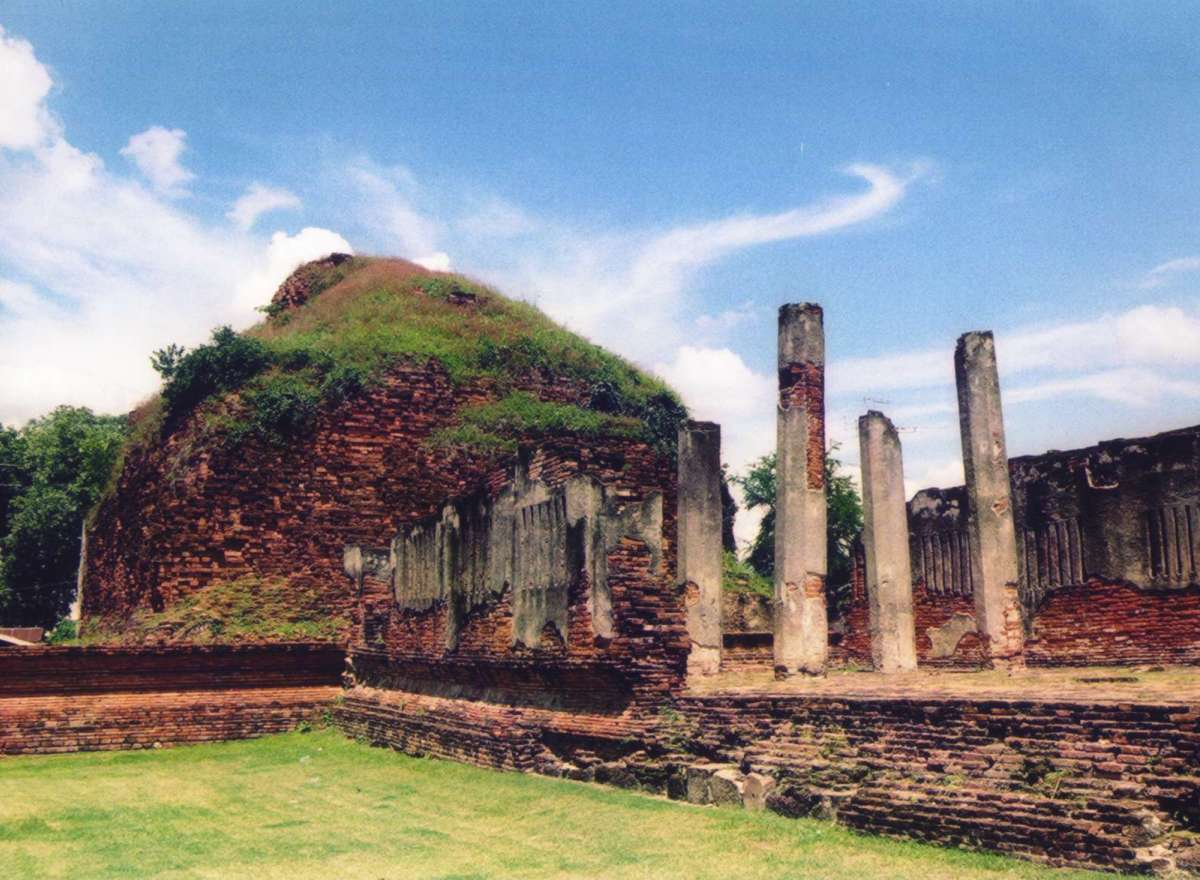
Restes du Vat Nakhon Kosa

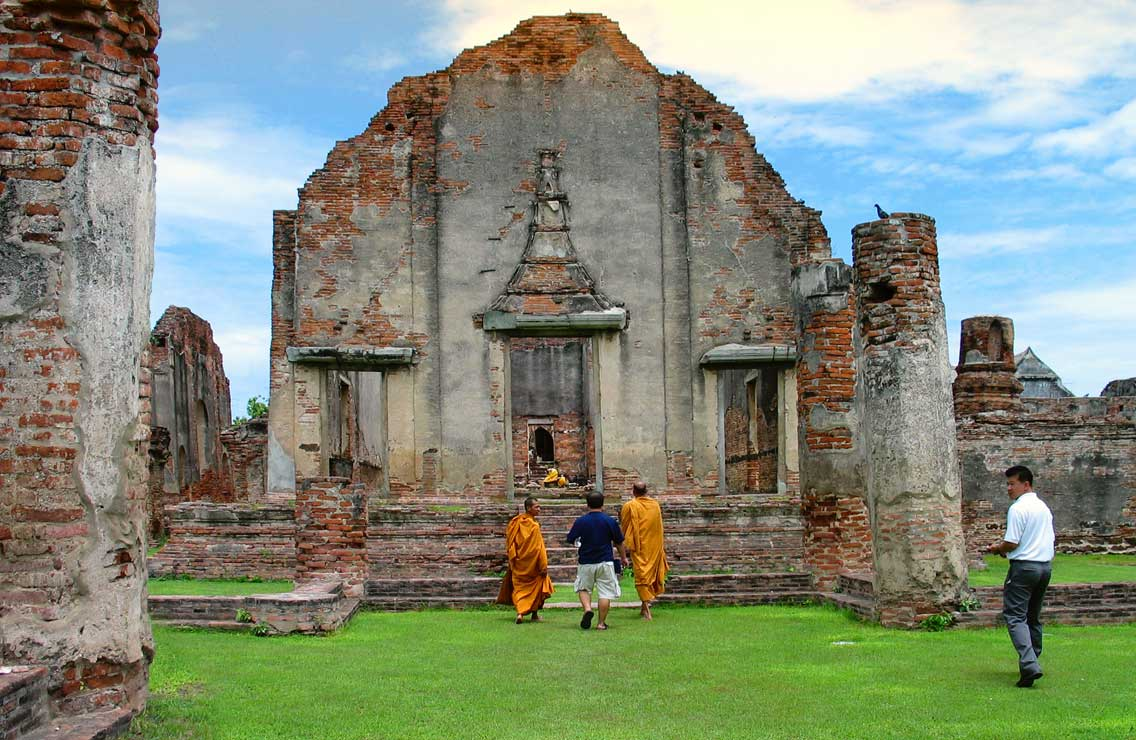
Aspect du Vat Mahathat

C'est le plus ancien monument de Lopburi. Il comporte 3 prangs (tours-montagnes) isolés, construits en briques.
Phra Prang Sam Yot (พระปรางค์สามยอด)
Ce monument d'origine khmère comporte 3 prangs reliés par un couloir. Sous Narai le Grand (1629-1688), il fut transformé en temple bouddhiste. Il abrite une statue en grès de Bouddha soumettant Māra, dans le premier style d'Ayutthaya.
San Phra Kan (ศาลพระกาฬ)
Il s'agit d'un ancien sanctuaire khmer en latérite. Il est aussi surnommé San Sung (haut sanctuaire), en raison de la taille de sa base. Fréquenté par des macaques, il est le lieu du banquet annuel des singes.
Vat Nakhon Kosa (วัดนครโกษา)
Dans l'enceinte de ce temple se trouvent les restes d'un chedi (stûpa) de la période de Dvaravati et un prang datant probablement du XIIe siècle. Deux grandes statues de divinités (hindouistes ?) transformées en Bouddhas y ont été découvertes. Elles sont exposées au Musée national de Somdet Phra Narai.
Vat Phra Si Rattana Mahathat (วัดพระศรีรัตนมหาธาตุ)
Le complexe comporte un vihara très ruiné, ainsi qu'un stupa et un prang isolé.

### Palais de Narai le Grand
Le palais du roi Narai, ou Phra Narai Ratchaniwet (พระนารายณ์ราชนิเวศน์), a été bâti à Lopburi en 1666 et rénové par Rama IV en 1856. C'est aujourd'hui un musée.

## Autres monuments
Sanctuaire du pilier de la ville - Lukson Shrine (ศาลหลักเมือง หรือ ศาลลูกศร)
Le Prince Damrong Rajanupab écrit au sujet de ce sanctuaire : « on affirme que le pilier de la ville est une flèche de Râma transformée en pierre, et que les murs de la ville sont l'œuvre d'Hanuman, le guerrier-singe de Rama. »
Vat Sao Thong Thong (วัดเสาธงทอง)
Ce temple a peut-être été construit sur un autre site religieux, car selon une carte dessinée par un français, cette zone servait jadis au logement des Persans. 
Wichayen House (บ้านหลวงรับราชทูต หรือ บ้านหลวงวิชาเยนทร์)
C'était une résidence pour les ambassadeurs qui se rendaient auprès de Narai le grand. Elle abrite une église de plan et de style européen, à l'exception des façades, de style Ruean Kaeo. C'est probablement la première église chrétienne décorée comme un temple bouddhique.
Bureaux de la Tourism Authority of Thailand (TAT) pour la région 7 (อาคารสำนักงานการท่องเที่ยวแห่งประเทศไทย (ททท.) ภาคกลางเขต 7)
Ce bâtiment datant de 1930 était à l'origine une école de garçons, construite à l'initiative de Than Phrakhru Lop Buri Khanachan, abbé du Wat Sao Thong Thong. 
Vat San Paulo (วัดสันเปาโล)
De cette ancienne église jésuite construite sous le règne de Narai, il ne reste qu'un pan de mur et un observatoire. 
Vat Mani Chonlakhan (วัดมณีชลขัณฑ์)
Ce temple  possède un intéressant stûpa carré, ressemblant à ceux du style de Chiang Saen (Royaume de Lanna). Un arbre de la Bodhi a été planté à proximité  par Rama V.
Vat Tong Pu (วัดตองปุ)
C'est un ancien lieu de rassemblement pour l'armée. Il possède une fontaine traditionnelle destinée à l'ondoiement des moines et des statues de Bouddha, qui est la dernière de ce type en Thaïlande.
Vat Kawitsararam Ratchaworawihan (วัดกวิศรารามราชวรวิหาร)
Ce temple était le lieu de serments d'allégeance. Il possède une statue de Bouddha niant Māra dans le style d'U Thong, et des peintures murales végétales.
Prang Nang Phom Hom (ปรางค์นางผมหอม)
C'est un prang unique, en brique, qui ressemble au Prang Khaek. Des fouilles archéologiques effectuées en 1987 ont mis au jour des fragments de bas-relief en grès représentant une femme dans le style du Bayon.
Réserve de Sap Langka (เขตรักษาพันธุ์สัตว์ป่าซับลังกา)
Cette région abrite la source de la Lam Sonthi, ainsi qu'une importante faune sauvage, notamment des mouflons (Serows).
Musée de site de Ban Pong Manao (พิพิธภัณฑ์เปิดบ้านโป่งมะนาว)
Il s'agit d'un site préhistorique datant de la dernière période de Ban Chiang (3000 - 2500 ans avant notre ère). Treize squelettes humains y ont été découverts dans une fosse.
Barrage Jolasit (เขื่อนป่าสักชลสิทธิ์)
Situé sur la Pa Sak, il est long de 4 860 m et haut de 36,5 m.

## Fêtes

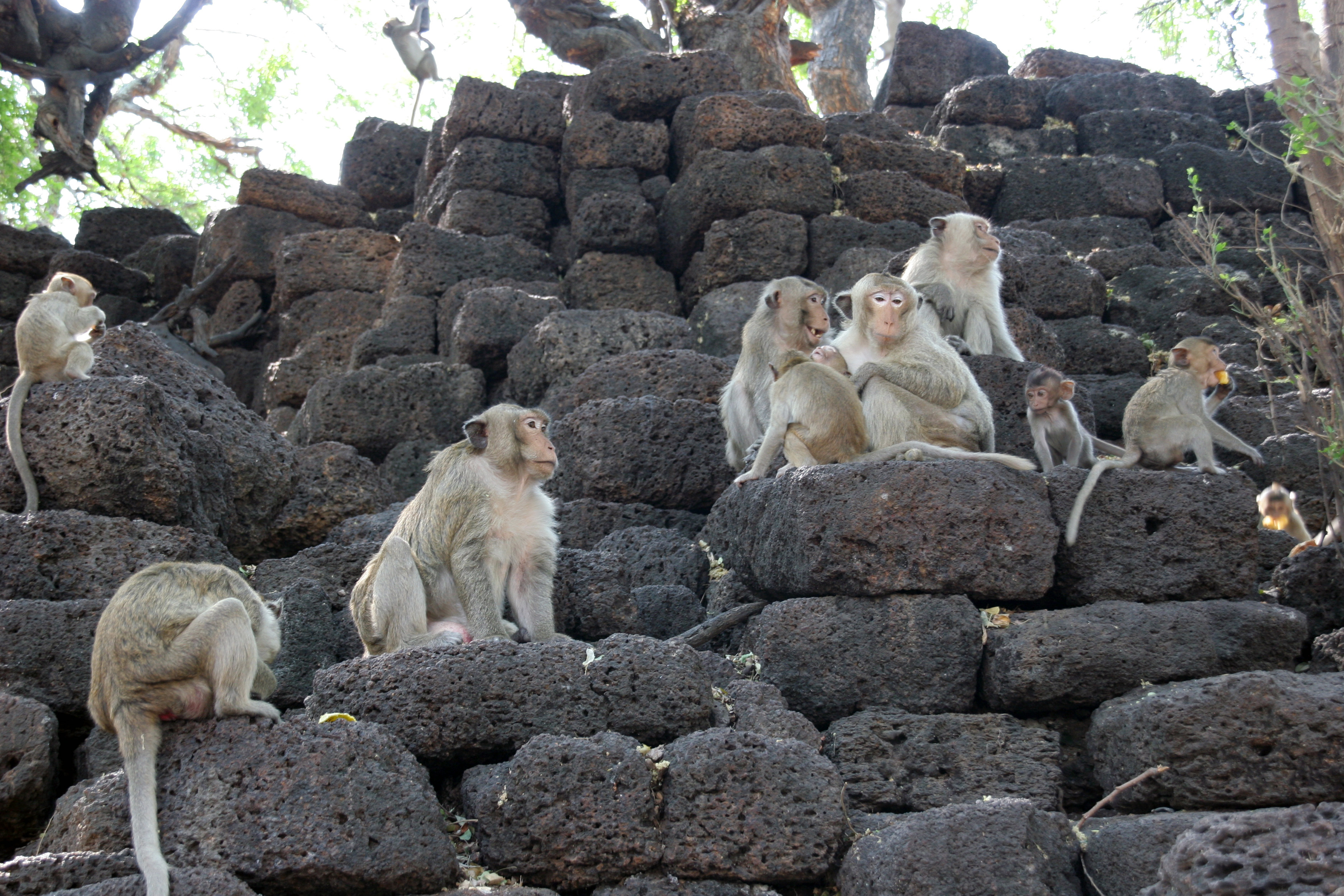
Macaques à San Phra Kan

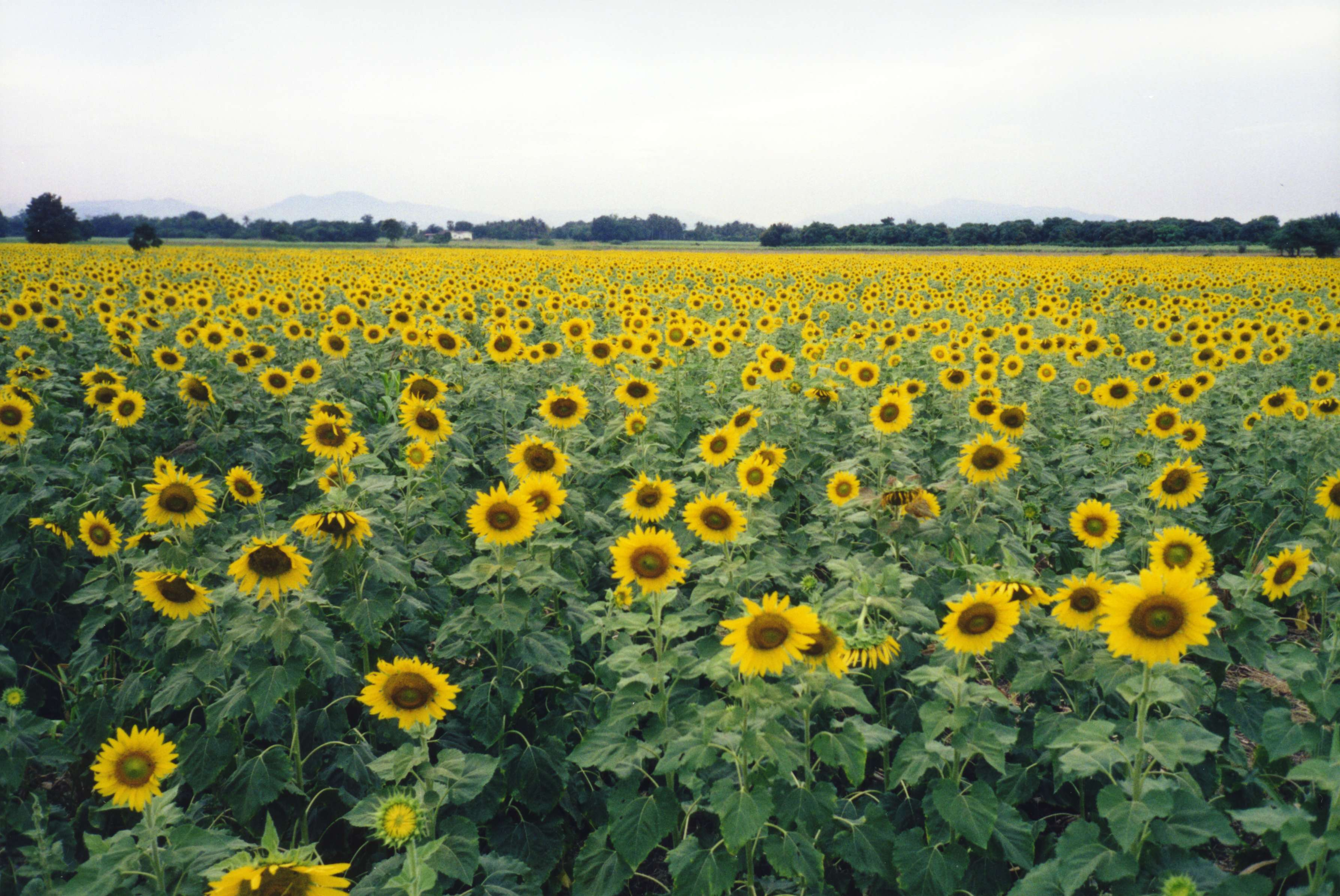
Champs de tournesols dans la province

Foire du règne de Narai le Grand (งานแผ่นดินสมเด็จพระนารายณ์มหาราช)
Organisée chaque année en février à la mémoire du roi. Celui-ci séjournait toute l'année dans la province, sauf à la saison des pluies, qu'il passait à Ayutthaya.
Elle propose de nombreuses activités, dont un spectacle son et lumière et des tournois sportifs, et comporte un marché proposant des produits locaux.
Banquet des Singes de Lopburi (งานเลี้ยงโต๊ะจีนลิง)
Il a lieu le dernier dimanche de novembre dans les temples de San Phra Kan et Phra Prang Sam Yot, qui abritent de nombreux singes. Les touristes leur apportent de la nourriture et des fruits, ce qui les a rendu familiers. Lors du banquet, la nourriture est présentée d'une manière plus décorative. Des spectacles ont aussi lieu.
Fête des fleurs de tournesols de Lopburi (งานทุ่งทานตะวันบานที่ลพบุรี)
Il a lieu chaque année vers décembre, quand les tournesols sont en pleine floraison. La province en cultive des dizaines de milliers d'hectares, qui forment une nappe jaune avant la récolte. 
Kam Fa (ประเพณีกำฟ้า)
Il s'agit d'une cérémonie destinée à gagner des mérites, pratiquée par l'ethnie   Thaï Phuan dans de nombreux villages des districts de Mueang Lop Buri et Ban Mi. Elle est organisée pour demander la bénédiction des divinités célestes afin qu'il pleuve à la saison des pluies. Le Kam Fa a lieu le lendemain du deuxième jour de la lune montante du 3e mois lunaire. Le matin, les habitants font des aumônes de Khao Lam (riz gluant cuit dans des bambous dans du lait de coco) et de Khao Chi (riz gluant grillé) ; l'après-midi se déroulent différentes activités.
Sai Krachat (ประเพณีใส่กระจาด)
Elle est aussi appelée Suea Krachat ou Soe Krachat dans la langue des Phuan, qui la pratiquent dans le district de Ban Mi. Elle précède le grand sermon sur la naissance du Bouddha, à la fin du carême bouddhique, à la lune descendante.
La veille, les habitants préparent du Khao Tom (riz gluant préparé dans un feuille de bananier) et broient du riz pour le Khao Pun (nouilles de riz). Le lendemain, jour du Sai Krachat, ils se rendent chez leurs connaissances pour leur apporter diverses offrandes comme des bananes, de la canne à sucre, des oranges des bougies et des baguettes divinatoires. Leurs hôtes les invitent en retour à manger avec eux. Quand les visiteurs désirent s'en aller, leurs hôtes leur offrent du Khao Tom Mat comme cadeau de souvenir (“Khuen Krachat”). Le sermon est prononcé le lendemain.
Chak Phra Si An au Vat Lai, ou procession du Bodhisattva Maitreya (ประเพณีชักพระศรีอาริย์ วัดไลย์ หรือประเพณีแห่พระศรีอาริย์)
Cette très ancienne procession a lieu tous les ans le quatorzième jour du 6e mois lunaire. La statue du Bodhisattva Maitreya du Vat Lai est sortie du temple sur le Takhe (un chariot à bras) et emportée par les habitants vers le nord, jusqu'au Vat Thong Khung, où elle fait demi-tour. Elle s'arrête à certains endroits pour que les fidèles, toujours très nombreux, puissent l'arroser et lui faire leurs dévotions. Des maisons d'aumônes distribuent de la nourriture aux participants à la procession.